# Nyassamyia deceptor
Nyassamyia deceptor är en tvåvingeart som först beskrevs av Charles Howard Curran 1928.  Nyassamyia deceptor ingår i släktet Nyassamyia och familjen vapenflugor.
Artens utbredningsområde är Kongo. Inga underarter finns listade i Catalogue of Life.